# Ґрейт-Альпс-Веллі

Мапа Монтсеррату з річками острова

Ґрейт-Альпс-Веллі (англ. Great Alps Valley) — річка на острові Монтсеррат (Британські заморські території). Витік розташований на висоті вище 400 метрів над рівнем моря на горі Суфрієр-Гіллз. Впадала до океану та внаслідок вулканічних вивержень річище частково змінилося і тепер в мусонний сезон поточище вод стікає в напряму до Атлантичного океану зі зміщеним руслом.

## Особливості
Внаслідок кількох вивержень вулкану на горі Суфрієр-Гіллз у 1997 році, більша частина річища була наповнена магмою, а поселення на берегах річки та всі комунікації були знищені. Однак завдяки постійному притокові води з підземних джерел та дощів у верхів'ях річки — водний потік пробив собі нові шляхи, щоби влитися до океану.
Протікає через поселення (уже зникле) — Лонґ Ґраунд (Long Ground). Річечка тече в східній частині острова та поруч з природною межею парохій: Сент-Джорджес та Сент-Антоні.
Гірська річка, яка починається в горах і стрімко стікає до узбережжя. Течія річки була бурхлива, яка вибивла в рельєфі численні перекати та водоспади й глибоку ущелину, наразі тепер значна частина річища заповнена застигшою магмою, особливо у її верхів'ї.